# Hoya Los Pablos
Hoya Los Pablos también conocida como la curva de la afición es un núcleo de población perteneciente al municipio de La Guancha, al norte de la isla de Tenerife (Canarias, España), situado a 2 km del casco urbano de La Guancha. Alcanza una altitud de 380 m s. n. m.

## Demografía
| 2000 | 2001 | 2002 | 2003 | 2004 | 2005 | 2006 | 2007 | 2008 | 2009 | 2010 | 2011 | 2012 |
| ---- | ---- | ---- | ---- | ---- | ---- | ---- | ---- | ---- | ---- | ---- | ---- | ---- |
| 85   | 88   | 92   | 89   | 90   | 87   | 88   | 87   | 97   | 89   | 85   | 89   | 93   |